# Migaama jezik
Migaama jezik (ISO 639-3: mmy; dionkor, djonkor, djonkor abou, dyongor, jongor, migama, telfane), jedan od afrazijskih jezika istočnočadske skupine, kojim govori oko 20 000 ljudi (2000 W. Chesley) od 23 000 etničkih Jongora (1991 popis) u čadskoj regiji Guéra, departman Guéra.
Ima četiri dijalekta, to su: migaama, doga, gamiya i dambiya (ndambiya), a klasificira se podskupini Migaama se govori u naselju Baro; Doga u Fityari; Gamiya u Game i Julkulkili; i Dambiya koji je možda dijalekt jezika bidiyo [bid] u Malai.

## Vanjske poveznice
- Ethnologue (14th)
- Ethnologue (15th)